# Conversación

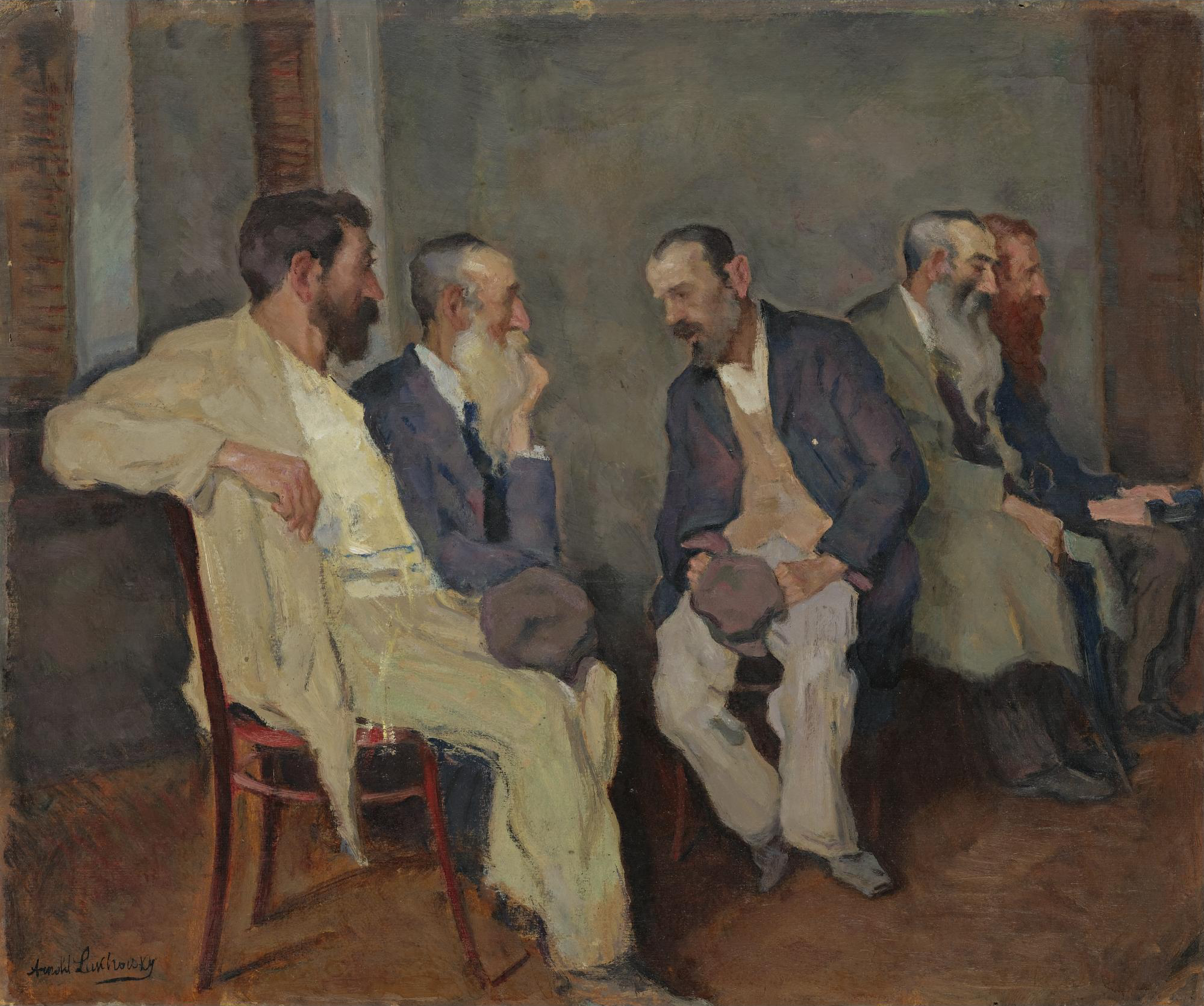
Arnold Lakhovsky, La Conversación (c. 1935)

Una conversación o una charla es un diálogo oral, escrito, o mediante lengua de señas, entre dos o más personas que intervienen  alternativamente, expresando sus ideas o afectos sin necesidad de una planificación. Se establece una comunicación a través del lenguaje verbal o corporal.

## Características
A diferencia del monólogo es algo repentino, la conversación es una comunicación en la que los interlocutores u oyentes ayudan en la construcción de un texto. No lo hacen al mismo tiempo, sino que cada uno tiene su turno de hablar.
La conversación puede girar en torno a uno o muchos temas y está condicionada por el contexto. En una situación informal, estos pueden variar con facilidad y sin previa organización, los que dialogan pueden expresar su punto de vista y discutir. En las situaciones formales, las posibilidades mencionadas pueden estar limitadas para uno o ambos lectores.

## Atributos que deben ser tomados en cuenta

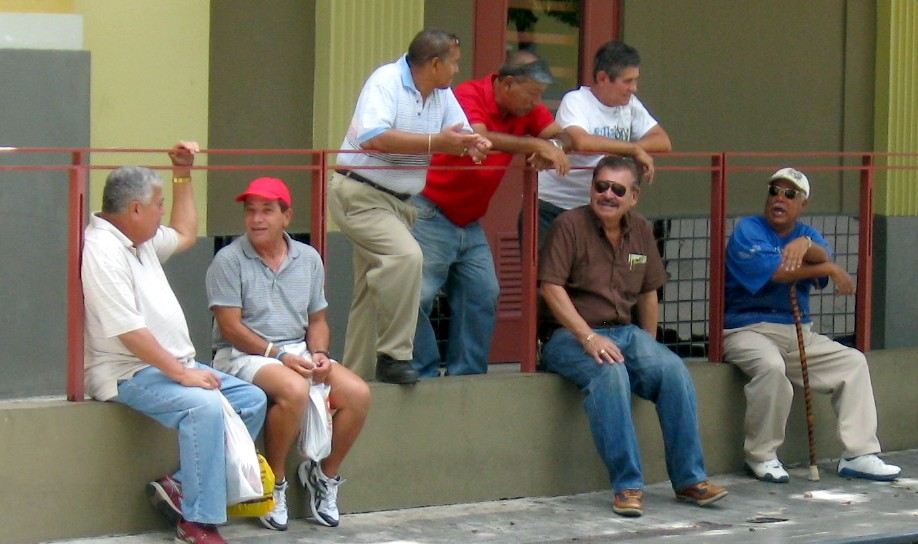
Un grupo de hombres charlando en Ponce, Puerto Rico

La conversación contiene diferentes atributos que deben ser tomados en cuenta:
- Estratégica: El intercambio está concentrado en el análisis del entorno, el rumbo que debe seguir la empresa, el tipo de organización que se requiere para crecer, proyectos que deben impulsarse, la orientación del negocio, entre otros aspectos.
- Operativa: Los contenidos de los diálogos se enfocan en metas, resultados, procesos, disposición y uso eficiente de recursos, el uso de tecnologías, productividad y asuntos tácticos que facilitan el cumplimiento de los objetivos.
- Cultural: Se enfoca en los valores de una organización, las creencias y comportamientos que caracterizan la cultura interna, y en actividades que impulsan la motivación y el sentido de pertenencia.
- Individual: Es el diálogo sobre las metas individuales, los resultados y logros de cada persona, su desarrollo de carrera y su formación, así como de su comunidad, familia y ambiente social.

## Partes de la conversación
Una conversación suele presentar la siguiente estructura:
- Apertura: Da inicio a la conversación, indica el deseo de entablar el diálogo mediante un llamado al destinatario, también consiste en un saludo o llamada de atención con los que se da inicio a la conversación.
- Cuerpo: Parte central de la conversación, donde los interlocutores intercambian la información.
- Cierre: Concluye la conversación. Suele incluir una fórmula de despedida.

## Clases de conversaciones
La conversación formal: Se refiere a aquella que se rige por un reglamento determinado, se debe tener en cuenta en qué contexto se va a desarrollar (espacio, tiempo y propósito), cómo van a participar cada una de las personas, como todas las conversaciones, esta tiene inicio, desarrollo y cierre. 
Por otro lado, la conversación coloquial: Es la que se desarrolla diariamente, ya sea familiar, inmediata, cooperativa o como la que todos conocemos entre amistades, esta tiene un tono informal, se construye sobre la marcha, se tiene mayor libertad de expresión y se presenta igualdad de participación entre las personas.
En cualquier tipo de conversación pueden utilizarse conectores de argumentos  (además, encima, aparte, incluso, porque, pero, entre otros) y conectores de conclusión (entonces, en consecuencia, por tanto, así que, pues, pero, entre otros).

## Pasos para obtener una buena conversación
Para tener una buena conversación se debe tener en cuenta:
- Espacio: Este se ve según la clase de conversación que se va a desarrollar, ya que en todos los sitios no se puede obtener una conversación formal o coloquial. Es importante tomar en cuenta que puede haber ciertos sujetos o situaciones que puedan afectar la conversación negativamente; como algún ruido, una persona interrumpiendo la conversación, u otro evento inesperado.

- Tiempo: Varía dependiendo del tipo de conversación, el tema a tratar y el número de personas participantes. Una conversación casual usualmente no dura mucho, y una conversación formal podría llegar a durar más de lo esperado.

- Propósito: Es necesario que desde el principio se dé a conocer el tema y que se dé a entender a qué se quiere llegar. Es especialmente importante que se dé a entender el propósito de la conversación si estás tratando de persuadir o informar a alguien.